# Макарий Жабынский
Макарий Жабынский (Макарий Белёвский; 1539-1623) — преподобный Русской православной церкви, иеросхимонах. Основатель Свято-Введенского Макарьева монастыря в Белёве. Память празднуется 22 января (4 февраля), 22 сентября (5 октября) и в Соборе Тульских святых.

## Биография
Родился в 1539 году. О жизни его до монашества, а также о том, где было начало его иноческих трудов и подвигов, письменных известий не сохранилось. Однако предание подтверждает, что он ещё в ранней молодости принял монашество и, быв удостоен священного сана, не только сам неленостно и вседушно поработал Господу, но и сделался отцом и наставником многих. С вероятностью можно сказать, что преподобный Макарий хотя и положил начало в другой обители, но к братству Жабынской пустыни принадлежал ещё до её разорения, ибо во всех письменных сказаниях, сохранившихся до нашего времени, о нём упоминается только как о подвижнике Жабынском.
В 1615 году Жабынская пустынь была разорена польским войском пана Лисовского — на её месте остались развалины. Своим возрождением пустынь обязана преподобному Макарию, который после ухода захватчиков вернулся на пепелище родной обители и принялся за её восстановление. Как гласит синодик Жабынской пустыни, преподобный Макарий «монастырь возгради, братию собора»  —  то есть, после восстановления обители стал первым её игуменом. Для братии преподобный Макарий был не только мудрым наставником, но и любимым аввою, который назидал их словом и примером терпеливой истинно подвижнической жизни. Об аскетических подвигах преподобного Макария в синодике говорится: «… в терпении иночески плотию стражда, мраз, зной во алчбе и жажде претерпе…».
Силу веры преподобного Макария и степень его любви к ближним показывает следующий случай из его жизни. Когда в 1615 году после ухода войск Лисовского, разоривших Жабынский монастырь, преподобный Макарий вернулся на пепелище монастыря, то обнаружил возле монастыря раненного польского воина, отставшего от своих. Ослабевший от ран поляк попросил пить. Преподобный Макарий, уповая на милосердие Божие, сотворил молитву и ударил своим посохом по земле, и тотчас же забил источник воды, напоивший жаждущего. Этот источник стал называться колодцем Жабынцем.
Незадолго до своей блаженной кончины преподобный Макарий принял схиму и подвизался на колодце Жабынце, где предался усиленным подвигам поста и молитвы. Скончался преподобный Макарий в 1623 году в возрасте 84 лет. На могиле святого происходили многие исцеления.
Канонизирован в конце XVII века. Мощи святого Макария были обретены в 1816 году. Сейчас они находятся в основанной им Жабынской пустыни.